# Ilex elliptica
Ilex elliptica är en järneksväxtart som beskrevs av Carl Sigismund Kunth. Ilex elliptica ingår i släktet järnekar, och familjen järneksväxter. Inga underarter finns listade i Catalogue of Life.